# اس‌اس میرون
اس‌اس میرون (به انگلیسی: SS Myron) یک کشتی بود که طول آن ۱۸۶ فوت (۵۷ متر) بود. این کشتی در سال ۱۸۸۸ ساخته شد.